# Rubén Perelló
Rubén Perelló Paricio (Palma de Mallorca, España, 14 de abril de 1981) es un entrenador español de baloncesto que actualmente es entrenador del C. B. Alicante de la Primera FEB.

## Trayectoria
Perelló es un entrenador profesional de baloncesto con amplia experiencia como entrenador ayudante y principal. Sus primeros pasos en las canchas fueron como entrenador ayudante en el Aguas de Valencia donde aprendería durante 3 temporadas en Liga LEB Oro. Más tarde, sería entrenador ayudante de Andreu Casadevall entre 2009 y 2012 en las filas del Autocid Ford Burgos de LEB Oro y más tarde, en CAI Zaragoza de Liga ACB durante una temporada.
Comenzó la temporada 2012-13, como entrenador ayudante de Josep Maria Berrocal en la filas del Club Baloncesto Lucentum Alicante, pero en octubre de 2012, se hace con las riendas del primer equipo, logrando el ascenso deportivo a la ACB.
Tras su etapa en Liga ACB como entrenador ayudante, se marcharía a Almansa para entrenar al equipo de Primera División Nacional. Con el club manchego, lograría tres ascensos consecutivos, al ascender primero a Liga EBA, durante la siguiente temporada a Liga LEB Plata, y por tercer año consecutivo lograr otro ascenso más y subir al equipo a Liga LEB Oro.
El 5 de junio de 2022, el CB Almansa y Rubén dan por finalizada la etapa de seis temporadas, logrando que el equipo manchego ascendiese de Primera Nacional a Liga LEB Oro, segunda división del baloncesto español donde el club manchego sería dirigido por Rubén durante tres temporadas consecutivas desde 2019 a 2022.
El 14 de agosto de 2023, firma como entrenador asistente de Toni Ten en el Baloncesto Fuenlabrada de la LEB Oro.
El 21 de noviembre de 2024, firma como entrenador del Club Baloncesto Lucentum Alicante de la Primera FEB.

## Clubes
- Categorías inferiores. CB La Salle Paterna.
- 2005-06: Nou Bàsquet Alboraya. Junior.
- 2006-08: Aguas de Valencia (Entrenador Ayudante). LEB Oro. Ayudante de Isma Cantó
- 2006-09: Aguas de Valencia (Entrenador Ayudante). LEB Oro. Ayudante de Víctor Rubio y Pepe Rodríguez
- 2009-12: Autocid Ford Burgos (Entrenador Ayudante). LEB Oro. Ayudante de Andreu Casadevall
- 2012: Shanghai Sharks (China). Asesor deportivo
- 2012: Club Baloncesto Lucentum Alicante. LEB Oro. Ayudante de Josep Maria Berrocal
- 2012-13: Club Baloncesto Lucentum Alicante. LEB Oro
- 2013-14: Club Melilla Baloncesto (Entrenador Ayudante). LEB Oro. Ayudante de Alejandro Alcoba Conde
- 2015-16: Vertsel Energía CB Almansa. 1ª Nacional
- 2015-16: CAI Zaragoza (Entrenador Ayudante). ACB - Ayudante de Andreu Casadevall
- 2016-17: Zasán CB Almansa. 1ª Nacional
- 2017-18: Afanion CB Almansa. Liga EBA
- 2018-19: Afanion CB Almansa. LEB Plata
- 2019-22: Afanion CB Almansa. LEB Oro
- 2022-23: C. Ourense Baloncesto. LEB Oro
- 2023-24: Baloncesto Fuenlabrada (Entrenador Ayudante). Liga LEB Oro - Ayudante de Toni Ten
- 2024: Lucentum Alicante. Primera FEB

## Palmarés
- Ascenso con Lucentum Alicante a Liga ACB (2012/13)
- Ford Burgos. Copa Príncipe. Subcampeón (2011/12)
- Lucentum Alicante. LEB Oro. Campeón del Playoff. (2012/13)
- Ascenso Liga EBA (2016/17) y campeón COPA (2016/17)
- Ascenso con Afanion CB Almansa a Liga LEB Plata (2017/18)
- Ascenso con Afanion CB Almansa a Liga LEB ORO (2018/2019)